# Рејмонд (Небраска)
Рејмонд (енгл. Raymond) град је у америчкој савезној држави Небраска.

## Демографија
По попису из 2010. године број становника је 167, што је 19 (-10,2%) становника мање него 2000. године.
| Група             | 2000.       | 2010.       |
| Белци             | 182 (97,8%) | 160 (95,8%) |
| Афроамериканци    | 1 (0,5%)    | 1 (0,6%)    |
| Азијати           | 0 (0,0%)    | 2 (1,2%)    |
| Хиспаноамериканци | 0 (0,0%)    | 0 (0,0%)    |
| Укупно            | 186         | 167         |